# Jolsvatapolca
Jolsvatapolca (szlovákul: Gemerské Teplice, korábban Jelšavské Teplice) község Szlovákiában, a Besztercebányai kerületben, a Nagyrőcei járásban.A mai település Jolsvatapolca és Miglészpataka egyesített közigazgatási egysége.

## Fekvése
Nagyrőcétől 16 km-re délkeletre, a Murány-patak bal partján fekszik, az 532-es út mentén. Földrajzi koordinátái: é. sz. 48° 36′ 03″, k. h. 20° 16′ 21″48.600833°N 20.272500°E

## Története

### Jolsvatapolca
Jolsvatapolcát 1258-ban „Thapolcha” néven említik először a Kacsics nembeli Illés fia Péter birtokaként, de valószínűleg ennél sokkal régebbi alapítású. 1337-ben „Thoplucha”, 1563-ban „Teplycza”, 1572-ben „Joswa Taplocza”, 1573-ban „Teplicze alias Tapolcza”, 1594-ben „Tepla” néven szerepel a forrásokban. A 14-15. században a jolsvai, később a murányi váruradalom része volt. 1556-ban elpusztította a török.
A 18. század végén Vályi András így ír róla: „Kún Taplócz, és Jólsva Taplócz. Két magyar falu Gömör Várm. földes Ura a’ Csetneki Uradal. Ura, fekszik Pelsőcz hegye alatt, Csetnekhez 1 órányira, és annak filiája; ennek pedig földes Ura Gr. Koháry Uraság, és más Urak, ez fekszik Süvethének szomszédságában, mellynek filiája; lakosaik többfélék, földgyeik közép termésűek, határjoknak egy része hegyes, réttyeiket a’ víz áradások járják; a’ vas műhelyeknél van módgyok a’ keresetre.”
1828-ban 61 házában 389 lakos élt, akik főként mezőgazdasággal foglalkoztak.
A 19. század közepén Fényes Elek eképpen írja le: „Taplocza (Jolsva), tót falu, Gömör és Kis-Hont egyesült vmegyékben, Jolsvához délre 1 órányira: 37 kath., 352 evang. lak., kik többnyire téglaházakban laknak, s vagyonosok. Ev. anyaszentegyház. Határa részint nagyon kősziklás, részint róna lapály, melly sikeres buzát terem. F. u. h. Coburg.”  Archiválva 2007. szeptember 27-i dátummal a Wayback Machine-ben
Borovszky monográfiasorozatának Gömör-Kishont vármegyét tárgyaló része szerint: „Jolsvataplócza, murányvölgyi tót kisközség, 62 házzal és 274 ág. ev. h. vallású lakossal. Hajdan a jolsvai uradalomhoz tartozott. 1453-ban Tapolcha néven szerepel. Később, mikor már a Koháryak a földesurai, Jelsawa-Teplicza tót nevével is találkozunk. 1648-ban Fejérváry Zsigmond a birtokosa, utána meg Nagybányai Gáspár. A község határában meleg vízforrás van. Ág. h. ev. temploma 1786-ban épült. A községnek van vasúti megállóhelye, postája és távírója pedig Jolsva.”
A trianoni diktátumig Gömör-Kishont vármegye Nagyrőcei járásához tartozott. 1938 és 1945 között újra Magyarország része.

### Miglészpataka
Miglészpatakát 1258-ban még „Poldla” alakban említik, „Myglezpathuka” alakban 1383-ban található először. A Zay, a Méhy és a Sághy családok birtoka volt. 1427-ben „Myglizpataka” néven szerepel az adóösszeírásban. A 16. század második felétől a murányi váruradalom része. 1555-ben elpusztította a török. Az 1709-ben kitört pestisjárvány olyan pusztítást végzett, hogy csak 3 család maradt a faluban. Később a Koháryak telepítették újra.
A falu feletti Oldal-hegy csúcsán állt középkori vár már a tatárjárás előtt épült. A pelsőci uradalom része volt, majd 1243-ban IV. Béla az Ákos nemzetségbeli Fülöpnek és Detrének adta.
A 18. század végén Vályi András így ír róla: „MIGLÉSZ. Tót falu Gömör Várm. földes Ura G. Koháry Uraság, lakosai külömbfélék, fekszik Süverkének szomszédságában, és annak filiája, határja közép termékenységű, legelője, és fája tűzre kevés, vas hámorjai vannak, zsendelyekkel, deszkákkal, és tserép edényekkel is kereskednek.”
1828-ban 43 házában 322 lakos élt. Lakói mezőgazdasággal, fazekassággal foglalkoztak.
A 19. század közepén Fényes Elek eképpen írja le: „Miglesz, tót falu, Gömör és Kis-Honth egyesült vmegyékben, Jolsvához délre egy órányira: 5 kath., 317 evang. lak., kik sok cserépedényt csinálnak. Evang. anyaszentegyház. Határa keletről hegyes, egyébütt róna és termékeny, hanem szűk. F. u. h. Coburg. Ut. p. Rosnyó.”
Borovszky monográfiasorozatának Gömör-Kishont vármegyét tárgyaló része szerint: „Miglész, murányvölgyi tót kisközség, 36 házzal és 196 ágost. ev. vallású lakossal. E község 1427-ben Myglizpataka néven a Bebek család birtoka. Később a Széchi családé lesz, azután a Koháryaké és ezen az úton a Coburg herczegi családé. A lakosok nagy része a fazekas-mesterséget űzi. Az ág. h. ev. templom II. József császár idejében épült. A község postája, távírója és vasúti állomása Jolsva.”
A trianoni diktátumig Gömör-Kishont vármegye Nagyrőcei járásához tartozott. 1938 és 1945 között újra Magyarország része.
Jolsvatapolcát és Miglészpatakát 1964-ben egyesítették.

## Népessége
| Év:            | 1994. | 2004.   | 2014.   | 2024.   |
| -------------- | ----- | ------- | ------- | ------- |
| Emberek száma: | 370   | 390     | 381     | 370     |
| Eltérés:       |       | +5,40 % | -2,30 % | -2,88 % |

| Év:            | 2023. | 2024.   |
| -------------- | ----- | ------- |
| Emberek száma: | 373   | 370     |
| Eltérés:       |       | -0,80 % |

| Év   | Település     | Lakosság száma | Magyar anyanyelvű | Szlovák/Csehszlovák anyanyelvű | Egyéb    |
| ---- | ------------- | -------------- | ----------------- | ------------------------------ | -------- |
| 1880 | Jolsvatapolca | 313            | 303               | 2                              | 8 egyéb  |
| 1880 | Miglészpataka | 226            | 9                 | 204                            | 13 egyéb |
| 1890 | Jolsvatapolca | 275            | 20                | 233                            | 22 egyéb |
| 1890 | Miglészpataka | 190            | 1                 | 188                            | 1 egyéb  |
| 1900 | Jolsvatapolca | 274            | 25                | 215                            | 34 egyéb |
| 1900 | Miglészpataka | 196            | 22                | 170                            | 4 egyéb  |
| 1910 | Jolsvatapolca | 305            | 37                | 220                            | 48 egyéb |
| 1910 | Miglészpataka | 214            | 28                | 183                            | 3 egyéb  |
| 1921 | Jolsvatapolca | 277            | 32                | 197                            | 48 egyéb |
| 1921 | Miglészpataka | 200            | 89                | 111                            | 0        |
| 1930 | Jolsvatapolca | 302            | 3                 | 299                            | 0        |
| 1930 | Miglészpataka | 203            | 6                 | 195                            | 2 egyéb  |
| 1941 | Jolsvatapolca | 306            | 61                | 167                            | 78 egyéb |
| 1941 | Miglészpataka | 214            | 130               | 84                             | 0        |
| 1970 | Összesített   | 429            | 4                 | 425                            | 0        |
| 1980 | Összesített   | 398            | 14                | 384                            | 0        |
| 1991 | Összesített   | 359            | 16                | 336                            | 7 egyéb  |
| 2001 | Összesített   | 368            | 15                | 328                            | 25 egyéb |
| 2011 | Összesített   | 361            | 10                | 336                            | 15 egyéb |

## Neves személyek
- Itt született 1806. május 30-án Tamássy Károly gyógyszerész, pomológus, szakíró.
- Itt született 1913-ban Samuel Tomášik író, költő, akinek "Hej, szlovákok" című verse egykor a szlovák himnusz szövege volt.
- Miglészpatakán született 1932-ben Garaj Lajos irodalomtörténész, műfordító, egyetemi oktató.

## Nevezetességek
- A falu feletti várnak már csak csekély nyomai láthatók.
- A település 25 °C-os ásványvízforrásáról nevezetes.
- Jolsvatapolca evangélikus temploma 1786-ban épült.
- Miglészpataka evangélikus temploma 1804-ben épült.

## Lásd még
- Miglészpataka